# Ottaviano Bon
Ottaviano Bon (Venezia, 7 febbraio 1552 – Venezia, 19 dicembre 1623) è stato un ambasciatore italiano, cittadino della Repubblica di Venezia.

## Biografia
Figlio di Alessandro di Alvise e da Cecilia Mocenigo, secondogenito di quattordici figli (tra i quali il primogenito Alvise), era uno dei Bon di San Barnaba, ramo di una nota famiglia del patriziato. Il padre, mercante arricchitosi coi traffici marittimi, era un molto attivo nella vita politica ed era stato procuratore della Repubblica di Venezia.
Seguendo le sue orme, Ottaviano entrò nel commercio in un periodo particolarmente difficile per Venezia, provata dalla Guerra di Cipro, ma rivolse i suoi interessi soprattutto verso i suoi possedimenti a Sant'Erasmo, Torcello, nel Padovano e nel Polesine, dove attuò delle bonifiche. Morto il padre (1576), gli affari commerciali furono gestiti dal fratello Filippo, sicché Ottaviano poté dedicarsi appieno agli studi letterari presso l'Università di Padova. Ebbe così modo di conoscere personalità di spicco come Paolo Sarpi, Giordano Bruno e Galileo, ma l'amicizia che più gli giovò fu quella con Leonardo Donà, doge tra il 1606 e 1612, che lo iniziò alla carriera politica.
Dall'aprile 1598 al giugno 1600, fu eletto Savio di Terraferma.
L'8 luglio 1601 divenne ambasciatore straordinario in Spagna, con l'incarico di riavvicinare il re alla Serenissima. I Viceré di Napoli e di Sicilia, infatti, danneggiavano i commerci di Venezia attraverso continue azioni di pirateria. La missione rientrava tra le iniziative promosse dal Sarpi negli anni precedenti l'interdetto, ma il 16 aprile 1602 annunciò al Senato il fallimento dell'ambasceria, ritornando in patria.
Il 19 giugno 1602 tornò a ricoprire la carica di Savio di Terraferma. Nel 1603 fu Provveditore sopra la revisione dei beni comunali in Terraferma, ma ripartì come balio di Costantinopoli il 19 aprile 1604. Era un periodo particolarmente difficile per la politica estera Veneziana, con lo scontro tra Paolo V e l'anticlericale doge Donà e i pessimi rapporti con Impero ottomano.
Nel 1609 ritornò a Venezia, ma venne richiesto dal nunzio pontificio come ambasciatore veneziano a Roma, essendo apprezzato per la sua moderazione. Il 17 marzo 1611 divenne provveditore ed inquisitore in Terraferma soprattutto per dirimere la questione di Ceneda, reclamata come proprietà da Roma.
L'incarico di maggior prestigio lo ebbe quando venne eletto ambasciatore straordinario in Francia. Doveva convincere il re a permettere l'arruolamento mercenari francesi, e convincere l'Arciducato d'Austria ad abbandonare la pirateria degli Uscocchi nell'Adriatico. Non ebbe nemmeno qui successo poiché Maria de' Medici si appoggiò agli spagnoli, e il nunzio di Francia, cardinale Ubaldini, pose il veto sull'arruolamento di francesi a Venezia.
Nel giugno 1617 tornò sul fronte spagnolo per convincere il viceré di Napoli ad abbandonare la pirateria. Il 6 settembre 1617 ottenne la pace, ma non fu rispettata, cosa che non gli costò un processo in patria. Fu l'inizio di uno scontro con l'amico Paolo Sarpi, ma venne scagionato e poté tornare in Senato.